# Aplidium spitzbergense
Aplidium spitzbergense is een zakpijpensoort uit de familie van de Polyclinidae. De wetenschappelijke naam van de soort is voor het eerst geldig gepubliceerd in 1903 door Hartmeyer.